# 国立彰化高級中学

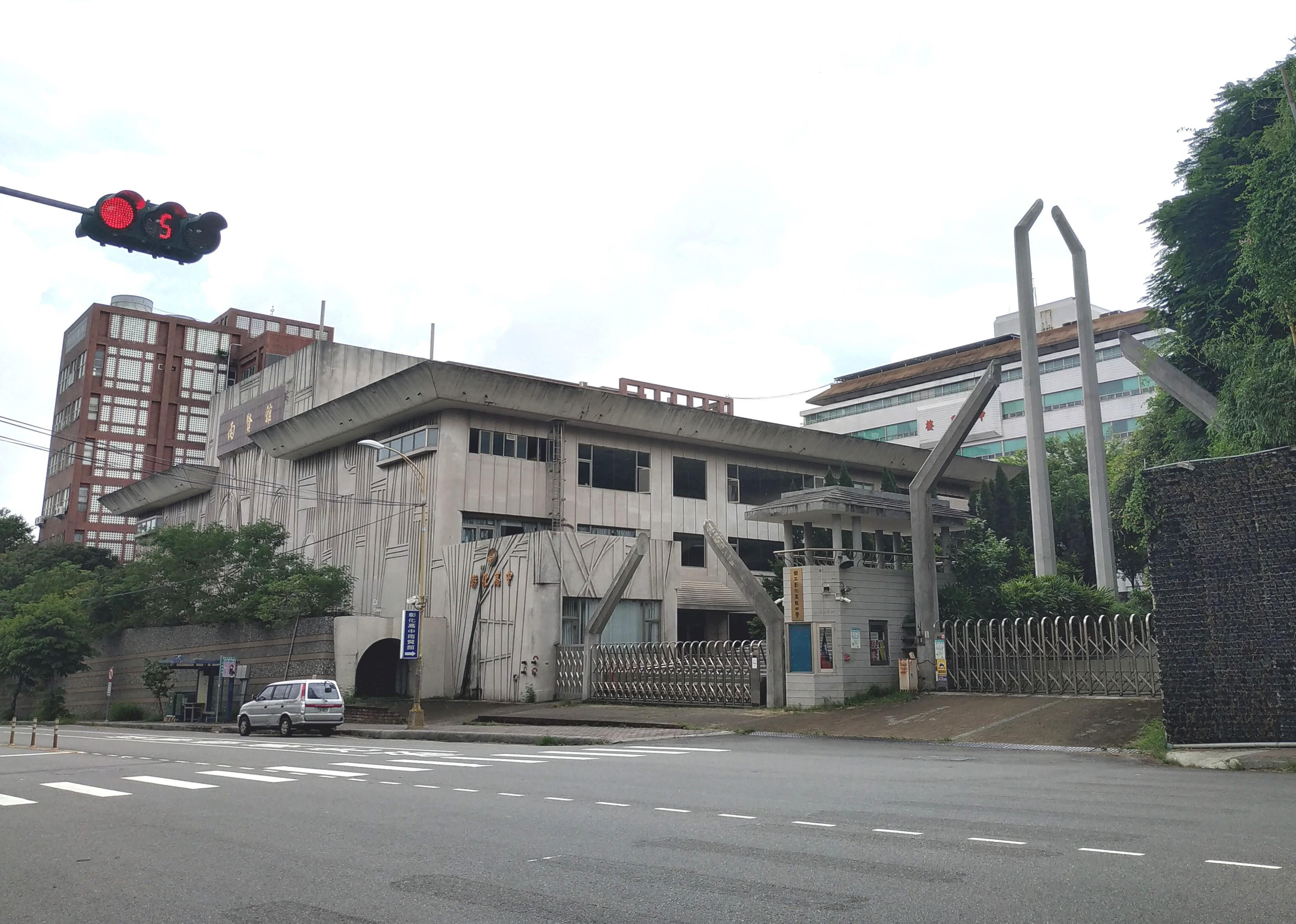
国立彰化高級中学の校門（2020年）

国立彰化高級中学（こくりつしょうかこうきゅうちゅうがく、英語: National Changhua Senior High School）は、旧称が台中州彰化高等学校であり、略称は彰化高中とCHSHである。1942年に設立された。2012年には国立彰化女子高等学校、国立彰化師範大学と覚書を締結し、3校の先生や生徒と一部のリソースを共有し、2018年には国立中山大学、高雄医学院と戦略提携を結んだ。

## 校史
彰化高等学校（旧称：台中州彰化高等学校）は、1942年4月27日に台中の公立中等教育機関として設立された。台中市の公立中学校で、当初は彰化市立朝日公学校福田分校（現在の平和国民小学校）の教室を使用していた。

## 校長
- 内藤理八（1942年）
- 大谷恒郎（1944年）
- 王宗淵（1945年）
- 馬識途（1946年）
- 陳楡生（1946年）
- 翁慨（1947年）
- 張明文（1965年）
- 関中（1967年）
- 張宗林（1977年）
- 陳継統（1983年）
- 曽勘仁（1987年）
- 沈征帆（1997年）
- 杜貴欉（2003年）
- 呉文宗（2011年）
- 王延煌（2018年）